# Champ de blé derrière l'hospice Saint-Paul avec un faucheur
Champ de blé derrière l'hospice Saint-Paul avec un faucheur est une œuvre de Vincent Van Gogh peinte en septembre 1889 à Saint-Rémy-de-Provence. La toile mesure 59,5 cm x 72,5 cm et se trouve au musée Folkwang à Essen, en Allemagne. 

## Contexte
Le 8 mai 1889, après avoir vécu à Arles où lui surviennent plusieurs crises de folies, Vincent van Gogh s'installe à Saint-Rémy-de-Provence. Il décide de s'installer dans l'asile d'aliénés Saint-Paul-de-Mausole, dirigé par le médecin Théophile Peyron. Il continue de peindre et s'avère très productif dans cette période : il peint plus de 90 tableaux.

## Lettre à son frère Théo
Le peintre néerlandais laisse derrière lui une abondante correspondance, notamment avec son frère Théo van Gogh. Dans une longue lettre écrite en septembre 1889, il mentionne la peinture en deux temps. Il évoque : « Le travail va assez bien - je lutte avec une toile commencée quelques jours avant mon indisposition, un faucheur, l'étude est toute jaune,; terriblement empâtée, mais le motif était beau et simple. J'y vis alors dans ce faucheur - vague figure qui lutte comme un diable en pleine chaleur pour venir à bout de sa besogne - j'y vis alors l'image de la mort, dans ce que l'humanité serait le blé qu'on fauche. C'est donc - si tu veux - l'opposition de ce semeur que j'avais essayé auparavant. Mais dans cette mort rien de triste, cela se passe en pleine lumière avec un soleil qui inonde tout d'une lumière d'or fin. ».  
Plus tard, il revient sur cette même toile : « Ouf - le faucheur est terminé, je crois que ça en sera un que tu mettras chez toi - c'est une image de la mort tel que nous en parle le grand livre de la nature - mais ce que j'ai cherché c'est le « presqu'en souriant ». C'est tout jaune, sauf une ligne de collines violettes, d'un jaune pâle et blond. Je trouve ça drôle, moi, que j'ai vu ainsi à travers les barreaux de fer d'un cabanon. »